# Sergio Arcuri
Sergio Arcuri (Anagni, 7 dicembre 1974) è un attore italiano.

## Biografia
Decide di fare l'attore dopo essersi laureato in Ingegneria alla Sapienza di Roma, aver intrapreso la carriera militare e lavorato come manager. Studia recitazione presso l'Accademia d'arte drammatica fondata da Corrado Pani.
Il suo debutto avviene nel 2008 con la miniserie TV di Canale 5, Io non dimentico, a cui fanno seguito il film TV Io ti assolvo, con la regia di Monica Vullo, e le miniserie Vita da paparazzo, in cui ha il suo primo ruolo da co-protagonista, e L'onore e il rispetto - Parte seconda, con la regia di Salvatore Samperi e Luigi Parisi, tutte fiction in onda su Canale 5. In quest'ultima fiction ha un ruolo da protagonista. Su questo set conosce l'attrice Cosima Coppola, con la quale avrà una relazione che durerà tre anni.
Nel marzo 2009 affianca, con altri sei valletti, Veronica Maya nella conduzione dello show "Incredibile!", in onda su Rai Uno.
Nel 2011 prende parte ad alcune fiction Mediaset: Viso d'angelo e Sangue caldo, con la regia di Luigi Parisi. Nella primavera 2013 compare tra gli interpreti principali della miniserie TV Pupetta - Il coraggio e la passione, al fianco della sorella Manuela Arcuri.

## Teatro
- Cronaca di un disamore, regia di Enrico Maria Lamanna (2010)
- Lui che ama mio marito, regia di Maria Pia Liotta - musical (2011/2016)

## Filmografia

### Cinema
- Forza 10, regia di Antonio Canitano (2013)[1]

### Televisione
- Io non dimentico, regia di Luciano Odorisio - miniserie TV - Canale 5 (2008)
- Io ti assolvo, regia di Monica Vullo - film TV - Canale 5 (2008)
- Vita da paparazzo, regia di Pier Francesco Pingitore - miniserie TV - Canale 5 (2008)
- Il commissario Manara, regia di Davide Marengo - miniserie TV - Rai Uno (2009)
- L'onore e il rispetto - Parte seconda, regia di Salvatore Samperi e Luigi Parisi - miniserie TV - Canale 5 (2009)
- Caterina e le sue figlie 3, regia di Alessandro Benvenuti - miniserie TV - Canale 5 (2010)
- Sangue caldo, regia di Luigi Parisi - miniserie TV - Canale 5 (2011)
- Viso d'angelo, regia di Eros Puglielli - miniserie TV - Canale 5 (2011)
- Pupetta - Il coraggio e la passione, regia di Luciano Odorisio - miniserie TV - Canale 5 (2013)
- Baciamo le mani - Palermo New York 1958, regia di Eros Puglielli - serie TV - Canale 5 (2013)
- Furore - miniserie TV - Canale 5 (2014)

## Programmi televisivi
- Top Car su Nuvolari (2010)